# Rajd Francji 2006
Rezultaty Rajdu Korsyki, eliminacji Rajdowych Mistrzostw Świata w 2006 roku, który odbył się w dniach 7 kwietnia – 9 kwietnia:

## Klasyfikacja końcowa
| Msc. | Kierowca          | Pilot                       | Samochód               | Czas      | Strata   | Grupa | Punkty |
| WRC  | WRC               | WRC                         | WRC                    | WRC       | WRC      | WRC   | WRC    |
| ---- | ----------------- | --------------------------- | ---------------------- | --------- | -------- | ----- | ------ |
| 1    | Sébastien Loeb    | Daniel Elena                | Citroën Xsara WRC      | 3:43:05.4 | 0.0      | A8 M  | 10     |
| 2    | Marcus Grönholm   | Timo Rautiainen             | Ford Focus RS WRC 06   | 3:43:34.4 | 29.0     | A8 M  | 8      |
| 3    | Daniel Sordo      | Marc Marti                  | Citroën Xsara WRC      | 3:44:54.1 | 1:48.7   | A8    | 6      |
| 4    | Mikko Hirvonen    | Jarmo Lehtinen              | Ford Focus RS WRC 06   | 3:45:04.6 | 1:59.2   | A8 M  | 5      |
| 5    | Alexandre Bengue  | Caroline Escudero           | Peugeot 307 WRC        | 3:45:53.1 | 2:47.7   | A8    | 4      |
| 6    | Xavier Pons       | Carlos Del Barrio           | Citroën Xsara WRC      | 3:46:15.6 | 3:10.2   | A8 M  | 3      |
| 7    | Manfred Stohl     | Ilka Minor                  | Peugeot 307 WRC        | 3:48:06.7 | 5:01.3   | A8 M  | 2      |
| 8    | Stéphane Sarrazin | Stéphane Prevot             | Subaru Impreza WRC     | 3:48:27.3 | 5:21.9   | A8 M  | 1      |
|      |                   |                             |                        |           |          |       |        |
| 11   | Petter Solberg    | Phil Mills                  | Subaru Impreza WRC '06 | 3:49:45.9 | +6:40.5  | A8 M  |        |
| 12   | Harri Rovanperä   | Risto Pietiläinen           | Škoda Fabia WRC        | 3:56:17.7 | +13:12.3 | A8 M  |        |
| JWRC |                   |                             |                        |           |          |       |        |
| 1    | Brice Tirabassi   | Jacques Julien Renucci      | Citroën C2 S1600       | 4:09:21.2 | 0.0      | A6    | 10     |
| 2    | Urmo Aava         | Kuldar Sikk                 | Suzuki Swift S1600     | 4:11:13.6 | 1:52.4   | A6    | 8      |
| 3    | Conrad Rautenbach | David Senior                | Renault Clio S1600     | 4:12:14.6 | 2:53.4   | A6    | 6      |
| 4    | Julien Pressac    | Gilles De Turckheim         | Citroën C2 S1600       | 4:12:17.6 | 2:56.4   | A6    | 5      |
| 5    | Martin Prokop     | Jan Tománek                 | Citroën C2 S1600       | 4:12:35.5 | 3:14.3   | A6    | 4      |
| 6    | Josef Beres       | Petr Stary                  | Suzuki Ignis S1600     | 4:15:38.7 | 6:17.5   | A6    | 3      |
| 7    | Faith Kara        | Cen Bakancocuklari          | Renault Clio S1600     | 4:21:06.6 | 11:45.4  | A6    | 2      |
| 8    | Pierre Quilici    | Bernard Grangie Biancamaria | Renault Clio S1600     | 4:21:35.2 | 12:14.0  | A6    | 1      |

1. ↑  Litera M przy oznaczeniu grupy do której należy samochód oznacza, iż tylko ci kierowcy zdobywali punkty dla swoich zespołów liczonych w klasyfikacji producentów na koniec sezonu.

## Nie ukończyli
- François Duval  – wypadł z trasy
- Kris Meeke  – wypadł z trasy

## Zwycięzcy odcinków specjalnych
| Numer | Nazwa                         | Zwycięzca                   |
| ----- | ----------------------------- | --------------------------- |
| OS1   | Ampaza – Col St Eustache 1    | S. LOEB / D. ELENA          |
| OS2   | Aullene – Arbellara 1         | M. GRÖNHOLM / T. RAUTIAINEN |
| OS3   | Ampaza – Col St Eustache 2    | S. LOEB / D. ELENA          |
| OS4   | Aullene – Arbellara 2         | S. LOEB / D. ELENA          |
| OS5   | Vico – Col Du Liamone 1       | S. LOEB / D. ELENA          |
| OS6   | Ucciani – Bastelica 1         | M. HIRVONEN / J. LEHTINEN   |
| OS7   | Vico – Col Du Liamone 2       | S. LOEB / D. ELENA          |
| OS8   | Ucciani – Bastelica 2         | D. SORDO / M. MARTI         |
| OS9   | Acqua Doria – Coti Chiavara 1 | S. LOEB / D. ELENA          |
| OS10  | Pont De Calzola – Agosta 1    | D. SORDO / M. MARTI         |
| OS11  | Acqua Doria – Coti Chiavara 2 | M. GRÖNHOLM / T. RAUTIAINEN |
| OS12  | Pont De Calzola – Agosta 2    | M. GRÖNHOLM / T. RAUTIAINEN |

## Klasyfikacja po 5 rundach
Tabele przedstawiają tylko pięć pierwszych miejsc.

### Kierowcy
| Lp. | Kierowca        | Pkt |
| --- | --------------- | --- |
| 1   | Sébastien Loeb  | 46  |
| 2   | Marcus Grönholm | 35  |
| 3   | Daniel Sordo    | 22  |
| 4   | Manfred Stohl   | 13  |
| 5   | Petter Solberg  | 10  |

### Producenci
| Lp. | Producent                | Pkt |
| --- | ------------------------ | --- |
| 1   | Kronos Total Citroën WRT | 59  |
| 2   | BP Ford World Rally Team | 56  |
| 3   | Subaru World Rally Team  | 38  |
| 4   | OMV Peugeot Norway       | 21  |
| 5   | Red Bull Škoda           | 11  |